# Crackle
A fizikában a crackle (magyarul: roppanás) a súrolt pályának (helyzetvektornak) az idő szerinti ötödik deriváltja, más szóval a gyorsulásváltozásnak a változásának a változása
{\displaystyle {\boldsymbol {c}}={\frac {d{\boldsymbol {J}}}{dt}}={\frac {d^{2}{\boldsymbol {j}}}{dt^{2}}}={\frac {d^{3}{\boldsymbol {a}}}{dt^{3}}}={\frac {d^{4}{\boldsymbol {v}}}{dt^{4}}}={\frac {d^{5}{\boldsymbol {s}}}{dt^{5}}}}
Jelenleg nincs tudományosan elfogadott jelölése.

## Külső hivatkozások
- Cosmography: cosmology without the Einstein equations, Matt Visser, School of Mathematics, Statistics and Computer Science, Victoria University of Wellington, 2004.